# Schoepfia shreveana
Schoepfia shreveana là một loài thực vật có hoa trong họ Schoepfiaceae. Loài này được Wiggins miêu tả khoa học đầu tiên năm 1940.